# غرانت جيلز
غرانت جيلز (بالإنجليزية: Grant Gillis) هو لاعب كرة قدم أمريكية أمريكي، ولد في 24 يناير 1901 في غروف هيل في الولايات المتحدة، وتوفي في 4 فبراير 1981 في توماسفيل في الولايات المتحدة.

## وصلات خارجية
- غرانت جيلز على موقع جمعية أبحاث البيسبول الأمريكية (الإنجليزية)